# Henry More
Henry More, född 12 oktober 1614, död 1 september 1687, var en engelsk filosof.
More var professor i Cambridge och en av ledarna för Cambridgeplatonismen. Han blandade platonismen med kabbala och mystik i sina huvudarbeten Enchiridion ethicum (1668) och Enchiridion metaphysicum (1671). Hans Opera omnia utgavs i 3 band 1679.

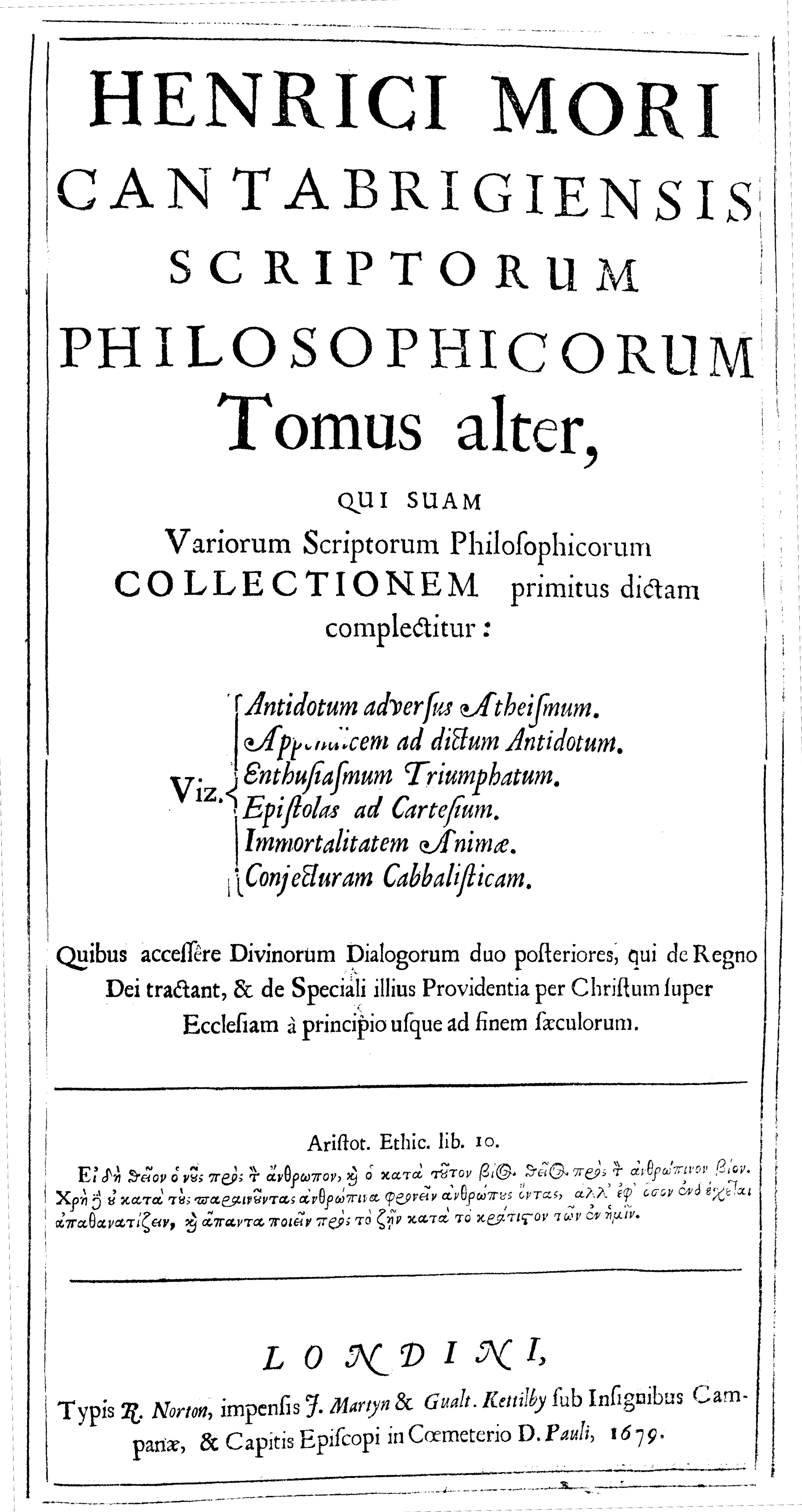
Opera omnia, 1679